# Aldea Quisaché

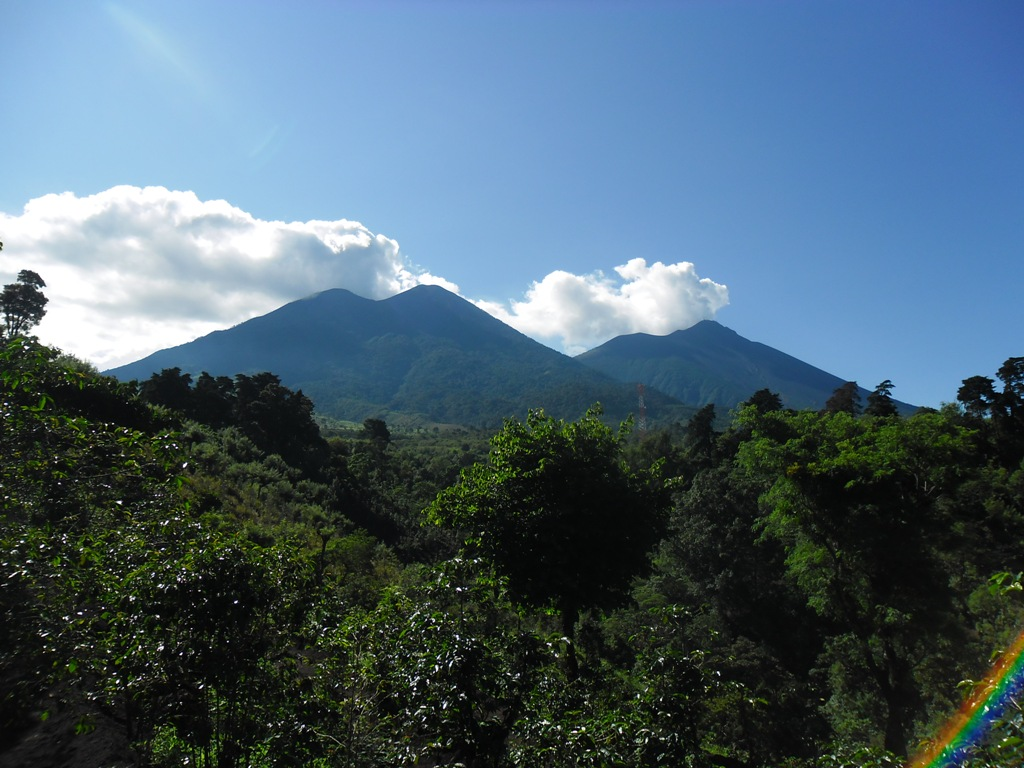

Aldea Quisaché es una aldea de Guatemala del municipio de Acatenango (Guatemala), departamento de Chimaltenango.
Aldea Quisaché se divide en cuatro cantones, las cuales son: Cantón San Antonio, Cantón San Rafael, Cantón Quisaché y Cantón Central, en la actualidad la aldea ha sufrido cambios de infraestructura y vivienda ha sido colonizada por habitantes de fincas cercanas a ella como de otras aldeas.
Quisaché se deriva del idioma maya kakchiquel qu´ix ä ch´e que quiere decir qu´ix(espinas) y ä ch´e(árbol) uniendo las dos palabras quiere decir árbol de espinas. El porqué se le asignó dicho nombre, se debe a que en esta aldea se plantaban árboles que llegaban a medir aproximadamente 18 pies de altura y generalmente sus anchas ramas se rodeaban de espinas puntiagudas de diminuto tamaño.
Su principal fuente de producción y exportación es el café ya que a su alrededor se encuentran fincas que siembran y cosechan grandes áreas de café. El café es su principal fuente de trabajo, para la población que la habita. Otros migraron a la ciudad capital ya que últimamente se ha escaseado el trabajo de campo. a ello se agregan pequeños emprendedores que ofrecen productos de la canasta básica, librerías, distribuidores de gas propano, ferretería entre otros.
La mayoría de habitantes del lugar se dedica a la agricultura y otros a la ganadería siembra de granos básicos como el maíz, frijol, hortlizas, etc.  
Aproximadamente Aldea Quisache tiene 1320 habitantes y a su alrededor se encuentran fincas tales como finca el jocote, finca tehuya, finca laguneta.    

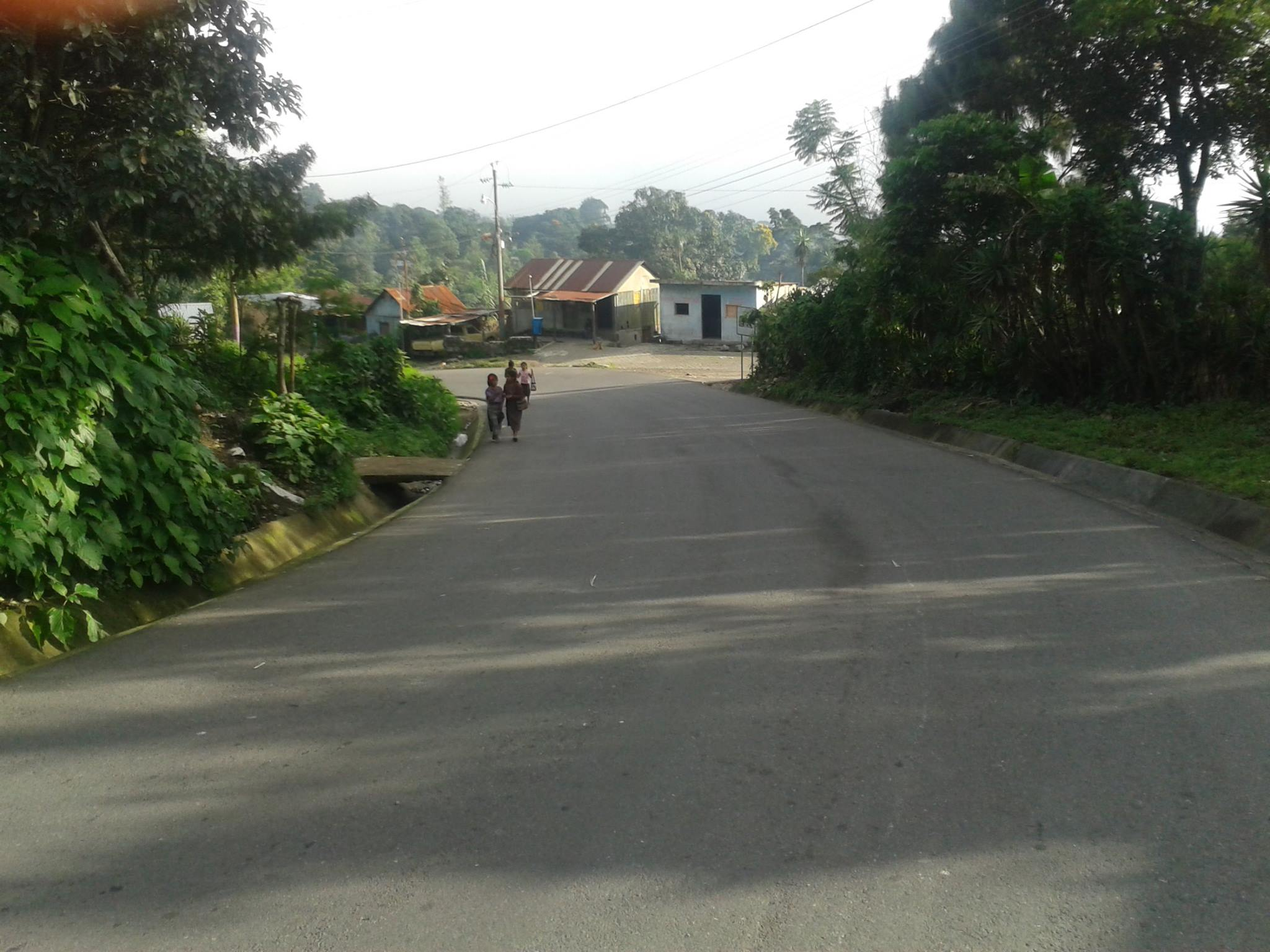
La vuelta